# Halimah bint Abi Dhuayb
Halimah al-Sa'diyah (en arabe : حَلِيمَة ٱلسَّعْدِيَّة) est la mère adoptive et la nourrice de Mahomet. Halimah et son mari sont de la tribu de Sa'd b. Bakr, une subdivision de Hawazin (une grande tribu ou groupe de tribus d'Arabie du Nord).

## Relation avec Mahomet
Aminah bint Wahb, la mère de Mahomet, attendait l'arrivée des Banu Sa'd. Les femmes de la tribu des Banu Sa'd étaient des nourrices qui emmenaient les enfants de La Mecque dans le désert et leur enseignaient l'arabe classique. En retour, ils recevaient un salaire de la famille de l'enfant à La Mecque. Le mari de Halimah est al-Harith bin Abdul Uzza. Son fils s'appelait Abdullah, tandis que ses filles s'appelaient Unaysa et Hudhafa. Pendant son voyage à La Mecque, elle n'a pas pu nourrir son enfant parce que sa chamelle a cessé d'allaiter. À La Mecque, tous ceux qui recherchaient des enfants en famille d'accueil ont refusé de prendre soin de l'orphelin Mahomet parce qu'ils craignaient de ne pas être payés en raison de la mort de son père. Halimah était triste de n'avoir pas reçu d'enfant, a dit à son mari al-Harith: "Par Dieu, je n'aime pas l'idée de revenir avec mes amis sans nourrisson ; j'irai prendre cet orphelin." Son mari a accepté. Immédiatement après , la bénédiction est venue pour elle et sa famille ; lors d'une période de famine, le troupeau de son mari est resté en bonne santé à la différence des autres.
Quand il avait deux ans, Halimah l'a emmené à Aminah et a insisté pour qu'elle le laisse rester avec elle, ce qu'elle a concédé. Un événement étrange et mystérieux s'est produit quelques mois plus tard. Le frère adoptif de Mahomet jouait avec lui, puis soudainement Halimah et son mari ont vu leur fils (le frère adoptif de Mahomet) qui est revenu en courant et a crié: "deux hommes vêtus de blanc ont attrapé mon frère et lui ont coupé la poitrine." Alors Halimah et Al-Harith ont couru vers Mahomet l'ont trouvé pâle. Quand ils lui ont demandé ce qui s'était passé, il a répondu: "Deux hommes sont venus et ont ouvert ma poitrine et en ont pris une partie". Cette étape est celle de la purification du dernier des prophètes.
Après cet événement, elle a renoncé à l'accueillir et a informé sa mère de ce qui s'était passé.
Halimah, qui n'habite pas à la Mecque, n'entend parler de l'islam qu'après un certain temps. Ce n'est qu'après la bataille de Hunayn qu'elle accepte finalement de devenir musulmane.

## Décès
Elle est décédée en l'an 8 après l'année de l'Hégire et sa tombe se trouve à Jannatul Baqi, Médine, Arabie Saoudite[réf. nécessaire]. Les restes de l'endroit où elle habitait et où Mahomet a grandi sont toujours debout aujourd'hui.